# Celaenorrhinus ruficornis
Celaenorrhinus ruficornis, hay Tamil Spotted Flat, là một loài bướm thuộc họ Bướm nhảy được tìm thấy ở Ấn Độ.
Chúng phân bố ở Ấn Độ thuộc Tây Ghats, Nilgiris và Palni hills. Phổ biến ở Tây Ghats.
Sải cánh dài 45–50 mm.
Chúng ăn Phaulopsis, Strobilanthes (Acanthaceae).